# Homalocalyx grandiflorus
Homalocalyx grandiflorus là một loài thực vật có hoa trong Họ Đào kim nương. Loài này được (C.A.Gardner) Craven mô tả khoa học đầu tiên năm 1987.